# 音月桂
音月 桂（おとづき けい、1980年6月19日 - ）は、日本の女優。元宝塚歌劇団雪組トップスター。
埼玉県鴻巣市、市立鴻巣中学校出身。身長166cm。血液型O型。愛称は「KEI」。
所属事務所はキューブ。

## 来歴
1996年、宝塚音楽学校入学。
1998年、音楽学校卒業後、宝塚歌劇団に84期生として入団。入団時の成績は4番。宙組公演「エクスカリバー／シトラスの風」で初舞台。
1999年、組まわりを経て雪組に配属。
少年ぽいフレッシュな輝きと三拍子揃った実力で早くから注目を集め、2001年の「猛き黄金の国」で新人公演初主演。その後も5度に渡って新人公演主演を務める。
2002年の「ホップ スコッチ」（バウホール・日本青年館公演）で、立樹遥・壮一帆とバウホール・東上公演トリプル主演。
2006年の「やらずの雨」でバウホール公演単独初主演。翌年の「ノン ノン シュガー!!」でもバウホール公演単独主演。
2007年には、世界陸上大阪大会にあわせて結成されたユニット・AQUA5のメンバーに選出される。
2009年の「忘れ雪」（バウホール・日本青年館公演）で、東上公演単独初主演。
2010年9月13日付で雪組トップスターに就任。翌年の「ロミオとジュリエット」で大劇場トップお披露目。当初は相手役が不在であったが、続く全国ツアー公演から舞羽美海を相手役に迎え、「仮面の男／ROYAL STRAIGHT FLUSH!!」でトップコンビ大劇場お披露目。
2012年12月24日、「JIN-仁-／GOLD SPARK!」東京公演千秋楽をもって、宝塚歌劇団を舞羽と同時退団。突然の退団は多くのファンを驚かせた。
退団後は舞台を中心に、幅広い分野で活動している。

## 宝塚歌劇団時代の主な舞台

### 初舞台
- 1998年3 - 5月、宙組『エクスカリバー』『シトラスの風』（宝塚大劇場のみ）[9]

### 組まわり
- 1998年6 - 11月、星組『皇帝』『ヘミングウェイ・レビュー』

### 雪組時代
- 1999年2月、『浅茅が宿』『ラヴィール』（中日劇場）
- 1999年4 - 8月、『再会』『ノバ・ボサ・ノバ』 - 新人公演：ボールソ（本役：貴城けい）
- 1999年11 - 12月、『バッカスと呼ばれた男』 - マルチン、新人公演：マンドラン（本役：安蘭けい）『華麗なる千拍子'99』（宝塚大劇場）
- 2000年2 - 3月、『バッカスと呼ばれた男』 - マルチン、新人公演：マンドラン（本役：安蘭けい）『華麗なる千拍子』（1000days劇場）
- 2000年4 - 5月、『ささら笹舟-明智光秀の光と影-』（バウホール） - 明智治左衛門光忠
- 2000年6 - 7月、ベルリン公演『宝塚 雪・月・花』『サンライズ・タカラヅカ』（フリードリッヒシュタット・パラスト劇場）[13]
- 2000年9 - 10月、『デパートメント・ストア』『凱旋門』 - 新人公演：ハイメ（本役：朝海ひかる）（1000days劇場のみ）
- 2000年12月、『月夜歌聲（ツキヨノウタゴエ）-闇の中から光が生まれる-』（ドラマシティ・赤坂ACTシアター） - 馬風来
- 2001年2 - 6月、『猛（たけ）き黄金の国』 - 川上音二郎、新人公演：岩崎彌太郎（本役：轟悠）『パッサージュ』 新人公演初主演[8][3][9]
- 2001年8月、『アンナ・カレーニナ』（バウホール・日本青年館） - セルプホフスコイ
- 2001年10 - 2002年2月、『愛 燃える』 - 伍友、新人公演：范蠡（本役：絵麻緒ゆう）『Rose Garden』
- 2002年3 - 4月、『殉情（じゅんじょう）』（ドラマシティ・赤坂ACTシアター） - マモル
- 2002年5 - 9月、『追憶のバルセロナ』 - フェイホオ、新人公演：ロベルト（本役：朝海ひかる）『ON THE 5th』
- 2002年10 - 11月、『ホップ スコッチ』（バウホール・日本青年館） - ピーター・ファーガソン トリプル主演[10][9][13]
- 2003年1 - 2月、『春麗の淡き光に』 - 碓井貞光、新人公演：藤原保輔／藤原保昌（本役：朝海ひかる）『Joyful!!』（宝塚大劇場） 新人公演主演[18]
- 2003年3月、『恋天狗』（バウホール） - 弥太 バウWS主演[19]
- 2003年3 - 5月、『春麗の淡き光に』 - 碓井貞光、新人公演：藤原保輔／藤原保昌（本役：朝海ひかる）『Joyful!!』（東京宝塚劇場）
- 2003年6 - 7月、『春麗の淡き光に』 - 源頼信『Joyful!!』（全国ツアー）
- 2003年8 - 12月、『Romance de Paris』 - ディミトリ、新人公演：ヴァンサン・シュバリエ（本役：朝海ひかる）『レ・コラージュ』 新人公演主演[18]
- 2004年1 - 2月、『Romance de Paris』 - ディディエ『レ・コラージュ』（中日劇場）
- 2004年4 - 7月、『スサノオ』 - アメノウズメ、新人公演：スサノオ（本役：朝海ひかる）『タカラヅカ・グローリー!』 新人公演主演[20]
- 2004年9月、特別『花供養』（日生劇場） - 近衛信尋
- 2004年11 - 2005年2月、『青い鳥を捜して』 - シモーヌ、新人公演：ジェイク・マクノートン（本役：轟悠）『タカラヅカ・ドリーム・キングダム』 新人公演主演[20]
- 2005年4 - 5月、『さすらいの果てに』（バウホール） - ジェフリー少尉 バウ主演[21][13]
- 2005年6 - 10月、『霧のミラノ』 - クリスチャン・クライス『ワンダーランド』
- 2005年11月、『銀の狼』 - ジャンルイ『ワンダーランド』（全国ツアー）
- 2006年2 - 5月、『ベルサイユのばら-オスカル編-』 - アラン[注釈 1]／ジェロワール[注釈 2]
- 2006年6月、『やらずの雨』（バウホール） - 徳兵衛 バウ主演[11][3][9]
- 2006年9 - 12月、『堕天使の涙』 - セバスチャン・ルグリ『タランテラ!』
- 2007年2 - 3月、『ノン ノン シュガー!!』（バウホール） - ジョニー・キッドマン バウ主演[11][9]
- 2007年5 - 8月、『エリザベート』 - ルイジ・ルキーニ[7][9]
- 2007年9 - 10月、『星影の人』 - 土方歳三『Joyful!!II』（全国ツアー）[9]
- 2008年1 - 3月、『君を愛してる-Je t'aime-』 - フィラント『ミロワール』 初エトワール[9][13]
- 2008年5 - 6月、『外伝 ベルサイユのばら-ジェローデル編-』 - オスカル『ミロワール』（全国ツアー） エトワール
- 2008年8 - 11月、『ソロモンの指輪』『マリポーサの花』 - リナレス エトワール[13]
- 2009年1月、『忘れ雪』（バウホール・日本青年館） - 桜木一希 東上主演[12][13]
- 2009年3 - 5月、『風の錦絵』『ZORRO 仮面のメサイア』 - ベルナルド／ゾロの影 エトワール
- 2009年7 - 10月、『ロシアン・ブルー』 - グリゴリー・アレクサンドロフ『RIO DE BRAVO!!（リオ デ ブラボー）』
- 2010年2 - 4月、『ソルフェリーノの夜明け』 - アンドレ・ポルリノ『Carnevale（カルネヴァーレ）睡夢（すいむ）』
- 2010年6 - 9月、『ロジェ』 - リオン『ロック・オン!』

### 雪組トップスター時代
- 2010年10 - 11月、『はじめて愛した』（ドラマシティ・日本青年館） - ガイ・コンスタンティン（バード） トップお披露目公演[22][14]
- 2011年1 - 3月、『ロミオとジュリエット』 - ロミオ 大劇場トップお披露目公演[15][7][14]
- 2011年4 - 5月、『黒い瞳』 - ニコライ・アンドレーイチ・グリニョフ『ロック・オン!』（全国ツアー）[7][17]
- 2011年7月、『ハウ・トゥー・サクシード』（梅田芸術劇場） - ジェイ・ピエルポント・フィンチ[7]
- 2011年9 - 11月、『仮面の男』 - フィリップ／ルイ『ROYAL STRAIGHT FLUSH!!』[17]
- 2011年12 - 2012年1月、『Samourai』（ドラマシティ・日本青年館） - 前田正名[17]
- 2012年3 - 5月、『ドン・カルロス』 - ドン・カルロス『Shining Rhythm!』
- 2012年7 - 8月、『フットルース』（梅田芸術劇場・博多座） - レン・マコーマック[7]
- 2012年10 - 12月、『JIN-仁-』 - 南方仁『GOLD SPARK!-この一瞬を永遠に-』 退団公演[23]

### 出演イベント
- 1999年9月、汐風幸ディナーショー『Half & Half』
- 2000年1月、安蘭けいディナーショー『ラフ・タイム』
- 2000年9月、TCAスペシャル2000『KING OF REVUE』
- 2001年4月、『雪組エンカレッジ・コンサート』
- 2001年12月、轟悠ディナーショー『Noche de Yu』[24]
- 2002年7月、『宝塚巴里祭2002』[25]
- 2003年6月、TCAスペシャル2003『ディア・グランド・シアター』
- 2003年10月、第44回『宝塚舞踊会』
- 2004年4月、『宝塚歌劇90周年記念式典』
- 2004年5月、朝海ひかるディナーショー『Mannish』[26]
- 2004年7月、TCAスペシャル2004『タカラヅカ90』
- 2006年7 - 8月、朝海ひかるバウ・スペシャル『アルバトロス、南へ』
- 2006年9月、TCAスペシャル2006『ワンダフル・ドリーマーズ』
- 2006年10月、第47回『宝塚舞踊会』[27]
- 2007年9月、TCAスペシャル2007『アロー!レビュー!』
- 2008年12月、タカラヅカスペシャル2008『La Festa!』
- 2009年4月、白羽ゆりミュージック・サロン『SWAN』[28]
- 2009年6月、『百年への道』
- 2009年11月、音月桂ディナーショー『The K-ing. DOM-進化するK-』 主演[29]
- 2009年12月、タカラヅカスペシャル2009『WAY TO GLORY』
- 2010年12月、タカラヅカスペシャル2010『FOREVER TAKARAZUKA』

## 宝塚歌劇団退団後の主な活動

### 舞台
- 2014年7月、『ブラック メリーポピンズ』（世田谷パブリックシアター） - アンナ[30]
- 2015年3 - 4月、『十二夜』（日生劇場・グランシアタ・梅田芸術劇場） - ヴァイオラ／セバスチャン[31]
- 2016年5 - 6月、『8月の家族たち』（シアターコクーン・森ノ宮ピロティホール） - カレン[32]
- 2017年1 - 2月、『フランケンシュタイン』（日生劇場・梅田芸術劇場・キャナルシティ劇場・愛知県芸術劇場） - ジュリア／カトリーヌ[33]
- 2018年7 - 10月、『ナイツ・テイル-騎士物語-』（帝国劇場・梅田芸術劇場） - エミーリア[34]
- 2019年6月、『オレステイア』（新国立劇場） - エレクトラ[35]
- 2020年1 - 2月、『フランケンシュタイン』（日生劇場・愛知県芸術劇場・梅田芸術劇場） - ジュリア／カトリーヌ[36]
- 2021年9 - 11月、『ナイツ・テイル-騎士物語-』（梅田芸術劇場・帝国劇場・博多座） - エミーリア[5]
- 2021年12月、『華-HANA-』（シアターウエスト）[37]
- 2022年2 - 3月、『陰陽師 生成り姫』（新橋演舞場・南座）[38]
- 2022年10月、『レオポルトシュタット』（新国立劇場）[39]
- 2023年2 - 3月、『それを言っちゃお終い』（六本木トリコロールシアター） [40]
- 2023年6 - 7月、『ある馬の物語』（世田谷パブリックシアター・兵庫県立芸術文化センター） - マチエ[41]
- 2023年9 - 10月、『ひげよ、さらば』（PARCO劇場・WWホール） - 学者猫[42]
- 2023年10 - 11月、『Greatest Dream』（東京建物 Brillia HALL・梅田芸術劇場）[43]
- 2024年1 - 2月、『斑鳩の王子-戯史 聖徳太子伝-』（IMM THEATER・ドラマシティ）[44]
- 2024年5 - 7月、『この世界の片隅に』（日生劇場・全国） - 黒村径子[45]
- 2025年3 - 4月、『アメリカン・サイコ』（新国立劇場・森ノ宮ピロティホール・J:COM北九州芸術劇場・JMSアステールプラザ） - ジーン[46]
- 2025年8月、『ナイツ・テイル-騎士物語- ARENA LIVE』（東京ガーデンシアター） - エミーリア[47]
- 2025年8月、『紅い落葉』（シアタートラム） - バネッサ・ムーア[48]
- 2025年12月、『スリー・キングダムス Three Kingdoms』（新国立劇場）[49]

### ドラマ
- GTO 完結編 〜さらば鬼塚! 卒業スペシャル〜（関西テレビ、2013年4月2日） - 長瀬渚
  - GTO 第2期 第4・最終話（関西テレビ、2014年7月29日・9月16日）
- ST 警視庁科学特捜班（日本テレビ、2013年4月10日） - 照屋麗子
- 幸せになる3つの買い物「ウェディングドレスを買った女」（関西テレビ、2013年6月25日） - 桑原のりか
- フレネミー 〜どぶねずみの街〜（日本テレビ、2013年7月3日 - 9月18日） - 矢崎百合枝
- 警部補 矢部謙三2 第2話（テレビ朝日、2013年7月12日） - 銭形エリカ
- ハニー・トラップ（フジテレビ、2013年10月19日 - 12月21日） - 山中塔子
- 新春ドラマスペシャル “新参者” 加賀恭一郎「眠りの森」（TBS、2014年1月2日） - 高柳亜希子
- 松本清張 黒い福音 〜国際線スチュワーデス殺人事件〜（テレビ朝日、2014年1月19日） - 都甲仁美
- MOZU Season1 〜百舌の叫ぶ夜〜（TBS、2014年4月10日 - 6月12日） - 明星香織
  - ドラマW MOZU Season2〜幻の翼〜（WOWOW、2014年6月22日 - 7月20日） - 明星香織
- 木曜時代劇 銀二貫（NHK、2014年4月10日 - 6月5日） - 政江
- ビンタ!〜弁護士事務員ミノワが愛で解決します〜 第7話（読売テレビ、2014年11月13日） - 小森谷幸恵
- ディア・シスター（フジテレビ、2014年10月16日 - 12月18日）第8・9話 - 麻生貴子
- テミスの求刑（WOWOW、2015年5月10日 - 5月31日） - 鴻池彩華
- メガバンク最終決戦（WOWOW、2016年2月14日 - 3月20日） - 佐川瑤子
- 砂の塔〜知りすぎた隣人（TBS、2016年10月14日 - 12月16日） - 柳汐里
- 越路吹雪物語（テレビ朝日、2018年1月 - ） - 高城幸子（天代麗）
- アンナチュラル 第3話（TBS、2018年1月26日） - 桜小路しずく
- 極主夫道 第10話（読売テレビ、2020年12月13日） - 看護師
- 科捜研の女 Season21 第4話（テレビ朝日、2021年11月11日） - 上杉明里
- モンスター（関西テレビ・フジテレビ、2024年10月14日 - 12月23日） - 村尾由紀子[50]
- ラブライブ!スクールアイドルミュージカル the DRAMA（毎日放送、2024年11月22日 - ） - 滝沢キョウカ 役[51]

### 映画
- 想いのこし （2014年11月22日公開） - MINA
- 種まく旅人 くにうみの郷 （2015年5月30日公開） - 大島ハル
- ガールズ・ステップ（2015年9月12日公開） - 藤原涼子
- 劇場版 MOZU（2015年11月7日公開） - 明星香織
- ジョジョの奇妙な冒険 ダイヤモンドは砕けない（2017年8月4日公開） - 虹村の母[52]
- パンとバスと2度目のハツコイ（2018年2月17日公開） - 川村久美

## TV出演
- 2007年12月、フジテレビ『2007 FNS歌謡祭』
- 2012年9月、TBS『オールスター感謝祭秋』

## 広告・CM出演
- 2007 - 2012年、『三井住友VISAカード』[13][14]

## 受賞歴
- 2004年、『宝塚歌劇団年度賞』 - 2003年度新人賞[53]
- 2005年、『阪急すみれ会パンジー賞』 - 新人賞[54]
- 2007年、『宝塚歌劇団年度賞』 - 2006年度努力賞[53]
- 2012年、『宝塚歌劇団年度賞』 - 2011年度優秀賞[53]